# Gorbeus
Gorbeus, Gorbeuntus, Corbeuntus ou Gorbaga, est une cité antique de Galatie, en Asie Mineure.
Mentionnée notamment par Strabon et par Claude Ptolémée, Gorbeus fut autour du IIe siècle av. J.-C. une importante place forte galate qui sera détruite en 45 av. J.-C. par Deiotarus, roi de Galatie.
« …Gorbeus, cette ancienne résidence du roi Castor Tarcondarius que Deiotarus, après y avoir égorgé ce prince, son gendre, et du même coup sa fille, femme de celui-ci, se plut, non seulement à démanteler, mais à ruiner et à détruire presque de fond en comble. »
— Strabon, Géographie.
Gorbeus était située à proximité de l'actuel village turc d'Oğulbey, à une vingtaine de kilomètres au sud d'Ankara.